# 동화약품
동화약품(同和藥品株式會社, 영어: Dong Wha Pharmaceuticals Co. Ltd., 한국: 000020)는 1897년 9월 25일에 창립된 제약회사다. 소화제인 까스활명수, 상처치료제 후시딘, 종합감기약 판콜, 간장약 헬민리버스 등의 일반의약품과 라코르, 록소닌, 메녹틸, 클자핀 등의 전문의약품을 만들고 있는 제약회사다.
본사는 서울특별시 중구 다동 패스트파이브타워에 있으며, 기존 순화동 본사 부지에 본사 사옥을 신축할 때까지 임시로 임차하여 이용 중이다.

## 개요
동화약품은 122년(1897년 9월 25일부터 현재까지) 동안 같은 상호(동화)로 같은 제품(활명수)을 생산/판매하고 있는 기록을 가진 기업이다. 현재 최장수 제조 회사이자 제약회사, 대한민국 최초의 등록상표 부채표와 최장수 의약품 활명수 4개 부문에서 기네스북에 등재되어 있다.

여담
또한 현 시점에서 코스피 시장 종목 코드가 가장 앞선 기업으로, 원래 코스피 제1호 상장사인 조흥은행의 000010번이 존재하였으나 신한은행으로 피인수되어 주식이 상장폐지되었다.

## 연혁
- 1897년 궁중 선전관 민병호, 대한민국 최초 신약 '활명수' 출시. 민강 '동화약방' 창업. 한성부 서소문 차동(현 서울특별시 중구 순화동)에 위치.
- 1907년 소의학교 설립.
- 1912년 근하신년 전면광고
- 1915년 소의학교 후원. 초대 보당 윤창식 취임.
- 1918년 민강이 조선약학교(서울대학교 약학대학) 설립에 참여, 상의원에 취임.(6월 1일자)
- 1930년 주식회사 '동화약방' 설립.
- 1942년 분공장 설립.
- 1959년 부채표 활명수 흑백 TV-CF 광고 개시(애니메이션 광고용)
- 1962년 동화약품공업주식회사로 상호 변경
- 1963년 6대 사장인 윤화열 취임. 보당 윤창식 서거.
- 1964년 제1공장 신축공사
- 1967년 발포성 소화제 '까스 활명수' 출시.
- 1968년 자양강장제 '알프스디', '알파활명수', 종합감기약 '판콜' 출시
- 1970년 향정신성 신경안정제 메로드 출시
- 1972년 안양공장 준공
- 1972년 기존제품에 판콜을 판콜에이으로 재출시
- 1972년 스위스 산도스AG社와 기술 제휴(타베질, 메덜진, 옵타리돈, 피아이씨, 비이멕스 발매)
- 1975년 스위스 산도스AG社 개발한 광범위 구충제 반미트 출시
- 1976년 살충제 대명사 '홈키파' 출시.
- 1977년 스위스 산도스AG社 개발한 뇌순환 대사개선제 하이덜진 출시
- 1977년 윤광열 회장 취임.
- 1978년 스위스 로슈社와 '메로드'분쟁의 건 승소
- 1979년 안양공장 원료합성 제2공장 증축
- 1980년 덴마크 레오社와 기술제휴(후시딘연고 발매)
- 1982년 프랑스 에치팜덱소社(프랑스 CEXO)와 기술제휴 간장약 '헬민' 출시.
- 1982년 산도스 한국지점 개설
- 1984년 동화약품-스위스 산도스社 합작법인 한국산도스㈜ 설립
- 1985년 안양공장 KGMP동 준공
- 1985년 전자모기향 '홈매트' 출시.
- 1987년 전산실 확장 개관. 수해복구 지원.
- 1988년 간장약 헬민 200 재출시
- 1988년 프랑스 락테올社와 기술제휴 유산균 정장제 락테올 발매
- 1990년 새로운 처방에 판콜에스 재출시
- 1991년 일본의 테이진제약社와 구내염치료제 아프타치 수입발매
- 1992년 식품라인 설치, 식품드링크 시장 진출.
- 1993년 자양강장제 '활원' 출시. 의료사업수 신설.
- 1995년 한국원자력연구소가 43억여원을 연구비를 들어 훌뮴166과 키토산착화합물을 성분을 배합을 한 새로운 방사성 간염치료제 DW166HC(미리칸주) 제품개발 (3월 국내 특허출원 및 세계 20여개국 특허출원)
- 1996년 한국 기네스북 4개부문 등재.
- 1997년 창립 100주년.
- 2001년 방사성 간염치료제 DW166HC(미리칸주) 신약개발 성공
- 2008년 윤도준 회장 취임.

현재의 부채표 로고가 나옴
- 2009년 생산 시설을 경기도 안양시 만안구 안양동에서 충청북도 충주시 용탄동으로 이전
- 2009년 '동화약품공업주식회사'에서 현재 상호인 '동화약품주식회사'로 사명 변경
- 2010년 윤광열 명예회장 서거.
- 2011년 무-보존제 '까스 활명수-큐' 출시.

동화약품-한국노바티스와 일반의약품 전품목 전략적 판매제휴
잇치 페이스트 발매
'DW1029M'(신장염 치료제) 캐나다 특허취득
부채표 가송재단 부채전시회 ‘여름생색展’ 개최
- 2012년 無색소, 無카페인 액상형 진통제 트리스펜 출시

신개념 파스 “미니온플라스타” 출시 (日本 제리아신약공업 수입완제품)
병의원 보습제 ‘인트린직’ 출시
동화약품-헨켈홈케어코리아 살충제 판매 제휴
보령제약과 카나브 이뇨복합제 공동개발 및 판권계약
신제품 판콜 비타 출시
- 2013년 활명수-유니세프 '생명을 살리는 물' 캠페인 전개

13대 이숭래 사장 취임.
고혈압 복합제 '라코르 정' 출시
트러블 두피헤어케어 브랜드 '네버세이굿바이' 샴푸.토닉 출시
천연물 알레르기 비염치료제, 동국대학교 산학협력협약
천연물 신약-당뇨병성 신증 치료제 미국 특허 획득
- 2014년 난치성 조현병 치료제 '클자핀'정 출시

한국산업의 브랜드파워(K-BPI) 소화제 부문 10년 연속 1위 Golden Brand 인증(까스활명수)
병ㆍ의원용 화장품 브랜드 '레다' 출시
건강산업대상 고객만족대상 수상(잇치)
염증성 장질환 치료제, 경희대학교 기술이전 및 산학협력협약
부채표 가송재단-동화약품, 제 4회 '여름생색' 展 개최
2014년 가송예술상 시상
동화약품-보령제약, '피마살탄 패밀리 심포지움' 공동 개최
동화약품 사보 '1897 times', '한국사보협회장상' 수상
동화약품, 구강관리 전문 브랜드 '좋은습관' 론칭
- 2015년 잇몸치료제 '잇치', 연매출 100억 달성

신퀴놀론계 항균제 '자보란테', 보건신기술(NET) 인증 수여
까스활명수-큐, '한국산업의 브랜드파워' 11년 연속 1위
동화약품-국립수목원, 국가생물자원 이용 활성화를 위한 업무협약
신퀴놀론계 항균제 '자보란테', 식약처 허가
동화약품-아주대학교의료원 MOU 체결
여성을 위한 소화제 '미인활명수' 출시
'자보란테', 2015 대한민국 신약대상 제약부문 머니투데이 회장상 수상
동화약품 활명수, 제3회 대한민국 '제약산업 광고홍보 대상' 광고 부문 최우수상 수상
'대한민국, 활명수에 살다' 책 출간
- 2016년 부채표 후시딘, 서울영상광고제 본상 수상

동화약품, 손지훈 신임 사장 영입
동화약품-강스템바이오텍, 줄기세포 배양액 사업화 MOU 체결
까스활명수-큐, '한국산업의 브랜드파워(K-BPI)' 소제화 부문 12년 연속 1위
동화약품, 부채표 후시딘 연고 휴대용 신제품 출시
동화약품, 미인활명수 몽골 수출계약 체결
동화약품, 국산 신약 '자보란테' Licensing-out MOU 체결
동화약품 천식치료제 후보물질, 범부처신약개발사업단과 협약 체결
동화약품 신제품 액상타입 항히스타민제 '플로라딘' 출시
부채표 가송재단-동화약품, 제 5회 '여름생색' 展 개최
동화약품 종합감기약 판콜에스, 美FDAㆍDEA 통과-수출 쾌거
부채표 가송재단-동화약품, '2016 가송예술상' 시상식 개최
동화약품-울산과학기술원 알츠하이머 치매 치료제 연구개발협력 MOU 체결
동화약품, 어린이용 소화정장제 꼬마활명수 출시
- 2017년 동화약품 부채표 후시딘, 연 매출 200억 달성

국산 신약 23호 퀴놀론계 항생제 자보란테 중동 및 북아프리카 12개국 라이선스 및 공급계약 체결
동화약품, 젠자임코리아 FDA 승인 유착방지제 Seprafilm® 독점판매 계약
동화약품, 아주대학교 산학협력단 '환자 친화적 구강붕해정 제제 기술 이전 계약' 체결
까스활명수-큐, '한국산업의 브랜드파워(K-BPI)' 13년 연속 1위
국산 신약 23호 퀴놀론계 항생제 자보란테 중국 라이선스 및 공급(판매) 계약 체결
부채표 후시딘, 한국광고학회 선정 '올해의 광고상' 금상 수상
부채표 후시딘 '튼튼쑥쑥 어린이 행복 대상(大賞)' 보건복지부 장관상 수상
동화약품 - 강스템바이오텍, Joint-Venture ㈜디앤케이코퍼레이션(DNK Corporation. Ltd) 설립
동화약품, 에너지드링크 지파크 캄보디아 수출계약 체결
동화약품 치약형 잇몸치료제 '잇치', '2017 소비자가 뽑은 올해의 브랜드대상' 선정
동화약품 - GSK헬스케어 일반의약품 공급 헙약 체결 (잔탁,폴리덴트 등 국내 판매 포함)
- 2018년 동화약품, ‘동희는 궁금해’ 생활건강 캠페인 전개

동화약품, 제 15대 유광렬 신임 사장 취임
동화약품, 공정거래위원회 2017 CP 등급평가 산업계 최고 수준 ‘AA’획
동화약품 활명 스킨 엘릭서(WHALMYUNG Skin Elixir),해외 K-뷰티 팝업스토어 완판 행진
동화약품, 퀴놀론계 항생제 ‘자보란테 정’ 제 19회 대한민국 신약개발상 대상 수상
2018 가송 예술상 공모전 개최
까스활명수-큐, 14년 연속 브랜드파워 1위 ‘골든 브랜드’ 선정
동화약품-한국화이자제약, 중추신경계 주요 제품 판매 계약 연장
동화약품, 2018년 공정거래 자율준수 프로그램(CP) 강화 선포식 개최
동화약품 지파크(GPARK), 벡셀과 콜라보레이션 에너지드링크 출시
동화약품, 화장품 ‘활명’ 기초 스킨케어라인 출시
동화약품, 키자니아(Kidzania)에 ‘1897 약국’, ‘응급의학센터’ 체험관 동시 오픈
부채표 가송재단-동화약품, 제 6회 ‘여름생색’展 개최
동화약품, 화장품 ‘활명(活命)’ 상하이 국제 미용 박람회 호평
부채표 가송재단-동화약품, 제 6회 ‘여름생색’展 개최
부채표 가송재단-동화약품, ‘2018 가송 예술상’ 시상식 개최
부채표 활명수, 마음까지 보살피는 TV-CF 캠페인 런칭
동화약품, 121주년 기념판 활명수 출시
동화약품, 글로벌 스킨케어 ‘활명(活命)’ 롯데 면세점 입점
동화약품, ‘2018 후시딘과 함께하는 홍명보 축구 교실 페스티벌’ 개최
동화약품, 어린이 감기약 ‘판콜아이’ 2종 출시
- 2019년 동화약품, 스타트업 생태계 육성 위한 ‘기업가정신 펀드’ 조성

2019년도 고객감동본부 POA 개최
동화약품, 판콜 신규 TV-CF 캠페인 런칭
동화약품, 인후염 치료제 ‘모가프텐’ 출시
동화약품, 활명수 121주년 기념판 판매수익금 기부
동화약품, 제 16대 박기환 사장 취임
동화약품-샘표식품 공동 연구로 건강 드링크 백년동안 배수세미 청담원 출시
동화약품, 부패방지경영시스템 ‘ISO37001’ 인증 획득

## 같이 보기
- 하이로닉